# Torneo de Mallorca 2019
El Mallorca Open 2019 fue la cuarta edición de este torneo profesional de tenis jugado en canchas de césped al aire libre. Se llevó a cabo en el Club de tenis de Santa Ponsa, en Calviá, Mallorca (España) entre el 17 y el 23 de junio de 2019.

## Distribución de puntos
| Modalidad           | Campeona | Finalista | Semifinales | Cuartos de final | 2ª ronda | 1ª ronda | Clasificadas | 2ª ronda de clasificación | 1ª ronda de clasificación |
| Individual femenino | 280      | 180       | 110         | 60               | 30       | 1        | 18           | 12                        | 1                         |
| Dobles femenino     | 280      | 180       | 110         | 60               | 1        | -        | -            | -                         | -                         |

## Cabezas de serie

### Individuales femenino
| Tenista              | Ranking | Preclasificada |
| Angelique Kerber     | 6       | 1              |
| Anastasija Sevastova | 12      | 2              |
| Belinda Bencic       | 13      | 3              |
| Elise Mertens        | 21      | 4              |
| Amanda Anisimova     | 26      | 5              |
| Caroline Garcia      | 28      | 6              |
| Sofia Kenin          | 30      | 7              |
| Kateřina Siniaková   | 38      | 8              |

- Ranking del 10 de junio de 2019.[2]

### Dobles femenino
| Tenista                           | Ranking | Preclasificadas |
| Elise Mertens Shuai Zhang         | 14      | 1               |
| Kirsten Flipkens Johanna Larsson  | 56      | 2               |
| María José Martínez Sara Sorribes | 98      | 3               |
| Shuko Aoyama Aleksandra Krunić    | 114     | 4               |

## Campeonas

### Individual femenino
Sofia Kenin venció a  Belinda Bencic por 6-7(2-7), 7-6(7-5), 6-4

### Dobles femenino
Kirsten Flipkens /  Johanna Larsson vencieron a  María José Martínez /  Sara Sorribes por 6-2, 6-4